# 1649 en santé et médecine
| Années de la santé et de la médecine : 1646 - 1647 - 1648 - 1649 - 1650 - 1651 - 1652    |
| Décennies de la santé et de la médecine : 1610 - 1620 - 1630 - 1640 - 1650 - 1660 - 1670 |

Cet article présente les faits marquants de l'année 1649 en santé et médecine.

## Événements
- Épidémie de peste en Provence[1].

## Publications
- Jan Jonston (1603-1675) publie Historiae naturalis : De piscibus et cetis libri V[2].

## Naissances
- 3 mars : John Floyer (mort en 1734), écrivain et médecin anglais, connu pour avoir introduit la pratique de la mesure des pulsations cardiaques.
- 20 juin : Jaume Salvador i Pedrol (mort en 1740), botaniste et apothicaire espagnol.

## Décès
- 30 août : Johann Vesling (né en 1598), chirurgien et anatomiste vénitien d'origine saxonne.